# Mizuki Arai
Mizuki Arai (新井 瑞希 Arai Mizuki?), född 14 april 1997 i Saitama prefektur, är en japansk fotbollsspelare.
Arai började sin karriär 2015 i SV Horn. 2017 flyttade han till SC Sagamihara. Efter SC Sagamihara spelade han för Kataller Toyama och Tokyo Verdy.